# Stockholm Open 2012
Lo Stockholm Open 2011 è stato un torneo di tennis che si è giocato su campi in cemento al coperto. È stata la 44ª edizione dello Stockholm Open che fa parte della categoria ATP World Tour 250 series nell'ambito dell'ATP World Tour 2012. Gli incontri si sono svolti al Kungliga tennishallen di Stoccolma, in Svezia, dal 13 al 21 ottobre 2012.

## Partecipanti

### Teste di serie
| Nazionalità | Giocatore          | Ranking* | Testa di serie |
| ----------- | ------------------ | -------- | -------------- |
| Francia     | Jo-Wilfried Tsonga | 6        | 1              |
| Rep. Ceca   | Tomáš Berdych      | 7        | 2              |
| Spagna      | Nicolás Almagro    | 11       | 3              |
| Germania    | Florian Mayer      | 25       | 4              |
| Spagna      | Feliciano López    | 29       | 5              |
| Russia      | Michail Južnyj     | 30       | 6              |
| Cipro       | Marcos Baghdatis   | 36       | 7              |
| Finlandia   | Jarkko Nieminen    | 37       | 8              |

* Ranking all'8 ottobre 2012.

### Altri partecipanti
I seguenti giocatori hanno ricevuto una wildcard per il tabellone principale:
- Nicolás Almagro
- Lleyton Hewitt
- Patrik Rosenholm

I seguenti giocatori sono passati dalle qualificazioni:

- Federico Delbonis
- Maxime Teixeira
- Marius Copil
- Yannick Mertens

## Campioni

### Singolare
Tomáš Berdych ha sconfitto in finale  Jo-Wilfried Tsonga per 4–6, 6–4, 6–4.
- È l'ottavo titolo in carriera per Berdych, secondo dell'anno.

### Doppio
Marcelo Melo /  Bruno Soares hanno sconfitto in finale  Robert Lindstedt /  Nenad Zimonjić per 6(4)–7, 7–5, [10–6].